# Diplocolenus laetitiae
Diplocolenus laetitiae är en insektsart som beskrevs av Servadei 1960. Diplocolenus laetitiae ingår i släktet Diplocolenus och familjen dvärgstritar. Inga underarter finns listade i Catalogue of Life.